# Kristina Ekelund
Anna Kristina Ekelund, född 29 oktober 1958, är en svensk översättare. Hon har tidigare arbetat som teaterproducent, bland annat vid Stockholms stadsteater, och har undervisat i litterär översättning på Översättarprogrammet vid Uppsala universitet. Hon har speciellt intresserad sig för franskspråkig litteratur från Nordafrika.

## Översättningar (urval)
- Dominique Lapierre och Javier Moro: Fem över tolv i Bhopal (Il était minuit cinq à Bhopal) (Leopard, 2003)
- Driss Chraibi: Enkelt förflutet (Le passé simple) (Tranan, 2005)
- Antoine de Saint-Exupéry: Citadell (Citadelle) (Atlantis, 2007)
- Marie Darrieussecq: Tom är död (Tom est mort) (Norstedt, 2009)
- Atiq Rahimi: Jord och aska (Khâkestar-o-khâk) (översatt från franska & persiska) (Leopard, 2011)
- Bessora: Petroleum (Petroleum) (Tranan, 2012)